# Soleminis
Soleminis (en sard, Solèminis) és un municipi italià, dins de la província de Sardenya del Sud. L'any 2007 tenia 1.587 habitants. Es troba a la regió de Campidano di Cagliari. Limita amb els municipis de Dolianova, Serdiana, Settimo San Pietro i Sinnai.

## Administració
| Període | Identitat      | Partit        |
| ------- | -------------- | ------------- |
| 2006-   | Gesualdo Sanna | Llista cívica |